# Fijn boompjeswier
Fijn boompjeswier (Aglaothamnion tenuissimum) is een roodwier dat behoort tot de familie Ceramiaceae van de orde Ceramiales. Deze soort werd in 1941, als  Ceramium tenuissimum, voor het eerst wetenschappelijk beschreven door Théophile Bonnemaison.

## Beschrijving
Fijn boompjeswier groeit in delicate, fijn vertakte bosjes, van 30 tot 80 cm hoog. Hij groeit vaak op zeegrassen (Zo stera spp.) of ander zeewier. 

## Verspreiding
Fijn boompjeswier komt wijd verspreid voor in de Noord-Atlantische Oceaan. In 1978 werd het ontdekt in de Baai van San Francisco, waar het is gevestigd. Populaties in Brazilië en Australië worden als cryptogeen beschouwd. In Nederland werd deze Europees inheemse soort voor het eerst in 2014 waargenomen.